# William Mabane (1er baron Mabane)
William Mabane (12 janvier 1895 - 16 novembre 1969) est un homme d'affaires britannique et un homme politique libéral / national-libéral.

## Jeunesse et formation
Fils de Joseph Greenwood Mabane et de Margaret Steele de Leeds, il fait ses études à la Woodhouse Grove School et au Gonville and Caius College de Cambridge. Il est officier en 1914  et sert au Proche-Orient et en France pendant la Première Guerre mondiale comme capitaine avec l'East Yorkshire Regiment. Il est blessé et mentionné dans des dépêches . Il devient ensuite un homme d'affaires et un commerçant.

## Carrière politique
Mabane est élu député de Huddersfield en 1931 et perd son siège en 1945 ,. L'étiquette exacte du parti de Mabane est confuse pendant une grande partie de son temps aux Communes. Son association libérale locale est affiliée aux libéraux officiels jusqu'en 1939, mais Mabane est fréquemment répertorié comme étant un national-libéral, ce qu'il cherche à plusieurs reprises à nier, malgré son soutien au gouvernement national lorsque les libéraux officiels cessent de le faire. Il perd son siège au profit du Parti travailliste en 1945, quand il est opposé par un candidat libéral officiel, Roy Harrod .
Il entre au gouvernement en tant que directeur général adjoint des postes sous Neville Chamberlain en septembre 1939, un poste qu'il n'occupe que jusqu'en octobre, date à laquelle il est nommé ministre de la Sécurité intérieure. Lorsque Winston Churchill succède à Chamberlain au poste de Premier ministre en mai 1940, Mabane est nommé secrétaire parlementaire du ministère de l'Intérieur, poste qu'il occupe conjointement avec Ellen Wilkinson à partir d'octobre de la même année. Il est ensuite secrétaire parlementaire du ministère de l'Alimentation de 1942 à 1945 et ministre d'État aux Affaires étrangères entre mai et juillet 1945.
Il est admis au Conseil privé dans les honneurs du Nouvel An de 1944 et fait Chevalier Commandeur de l'Ordre de l'Empire britannique (KBE) en 1954. En 1962, il est élevé à la pairie comme baron Mabane, de Rye dans le comté de Sussex. Il est locataire de Lamb House, la propriété du National Trust à Rye, East Sussex .
Outre sa carrière politique, il est également président (1960–1966) de la British Travel Association.

## Vie privée
Lord Mabane s'est marié deux fois. Il épouse d'abord Louise, fille de E. Tanton, en 1918. Ils divorcent en 1926. Il épouse ensuite Stella Jane, fille de J.Duggan, en 1944. Il meurt en novembre 1969, âgé de 74 ans, et la baronnie disparait .